# Joe Odagiri
Joe Odagiri (オダギリ ジョー?, Odagiri Jō, vero nome 小田切 譲 Odagiri Jō; Tsuyama, 16 febbraio 1976) è un attore giapponese.

## Carriera
Noto anche come Odajou, è molto famoso in patria anche per le sue pettinature particolari ed un modo di vestire eccentrico.
Principalmente noto per aver interpretato Yuusuke Godai, protagonista della serie supereroistica tokusatsu Kamen Rider Kuuga, primo Kamen Rider dell'era Heisei con cui ha ufficialmente debuttato, ha partecipato in seguito a film come Mushishi, il film di Katsuhiro Ōtomo basato sul manga omonimo, in cui ha ricoperto il ruolo del protagonista, Ginko. Joe Odagiri è divenuto molto famoso grazie alla sua interpretazione di Bijomaru Mogami (il cattivo di Azumi), ha molti fan in Brasile.

## Musica
Odagiri ha provato anche ad intraprendere la carriera musicale presentando il singolo Cherry the Dustman. Il suo secondo album, pubblicato il 4 ottobre 2007, è diviso in due parti - White e Black - ognuna composta di 5 tracce.

## Vita
Ha frequentato la California State University di Fresno per studiare Regia Cinematografica, ma a causa di un errore si è iscritto al Dipartimento di Teatro. Spesso sostiene che per lui Fresno è come una seconda casa.
Il 27 dicembre 2007, Odagiri ha annunciato il suo fidanzamento con l'attrice ventenne Yuu Kashii, durante una conferenza a Tokyo.

## Filmografia
- Kamen Rider Kuuga (2000), Yuusuke Godai
- Platonic Sex (2001)
- Terrors (2001)
- Satorare (2002)
- Mokka no Koibito (2002)
- Azumi (2003), Bijomaru Mogami
- Bright Future (2003), Yuuji Nimura
- Shinsengumi! (2004), Saitou Hajime
- Kaikyo wo wataru violin (2004)
- Pacchigi! (2004)
- Blood and Bones (2004), Takeshi
- Shinkuronishiti, regia di Macoto Tezuka (2004)
- Big River (2005), Teppei
- In the Pool (2005)
- HAZARD (2005)
- Mezon do Himiko (2005), Haruhiko Kishimoto
- Shinobi (2005), Kouga Gennosuke
- Scrap Heaven (2005), Tetsu
- Princess Raccoon (2005), Amechiyo
- The Uchōten Hotel (2006)
- Castigo (2006), Dr. Takagi
- Mushishi (live-action) (2006), Ginko
- The Pavillion Salamandre (2006), Hoichi Tobishima
- Sway (2006), Takeru Hayakawa
- Tokyo Tower - Okan to Boku to Tokidoki Oton (2007)
- Sad Vacation (2007)
- Dream (2008)
- Kūki ningyō (2009)
- Kawaki - The World of Kanako (2014)
- In-gan, gonggan, sigan geurigo in-gan, regia di Kim Ki-duk (2018)
- Lán xīn dà jùyuàn, regia di Lou Ye (2019)
- Omameda Towako to sannin no motootto (大豆田とわ子と三人の元夫?) – serie TV (2021)